# Remscheid-Lennep (stacja kolejowa)
Remscheid-Lennep – stacja kolejowa w Remscheid, w kraju związkowym Nadrenia Północna-Westfalia, w Niemczech. Stacja została otwarta w 1868. Według klasyfikacji Deutsche Bahn jest dworcem 5 kategorii. Znajdują się tu 2 perony.